# Hradská brána (Olomouc)
Hradská brána je zaniklá městská brána v Olomouci, součást někdejšího městského opevnění. Byla postavena ve 13. století jako jedna ze čtyř bran města v místech vyústění pozdější třídy 1. Máje ven z města. Roku 1876 byla zbořena v souvislosti s bouráním struktur olomoucké pevnosti a na jejím místě vyrostla tzv. Dómská čtvrť.

## Historie

### Gotická brána
Hradská brána vznikla ve východní části města v době jeho založení a opevňování, v blízkosti biskupského paláce a chrámu sv. Václava, spolu s ostatními třemi městskými branami (Blažejskou-Kateřinskou, Střední a Rohelskou-Františkovou) v polovině 13. století, jakožto jedna z hlavních bran. Vznikla nejprve jako dřevěná, později pak byla vystavěna z kamenného zdiva. Sestávala se z dvojitých vrat krytých jednoduchou gotickou věží. Jakožto součást městských hradeb úspěšně odolala výpadům během husitských válek na Moravě v první polovině 15. století. V 16. století byla brána posílena o předsunuté rondely, což byl koncept, který zaznamenal a v Olomouci prosadil zdejší písař a pozdější olomoucký kanovník Řehoř Nitsch při své návštěvě Krakova a studiu zdejšího opevnění.  
Spolu s opevněním však nedokázala během třicetileté války vzdorovat obléhání Švédů pod vedením generála Lennarta Torstensona roku 1642, kteří následně město kontrolovali až do roku 1650, tedy dva roky po skončení konfliktu, a odrazili dva obléhací pokusy rakouské císařské armády město dobýt zpět.  

### Barokní brána

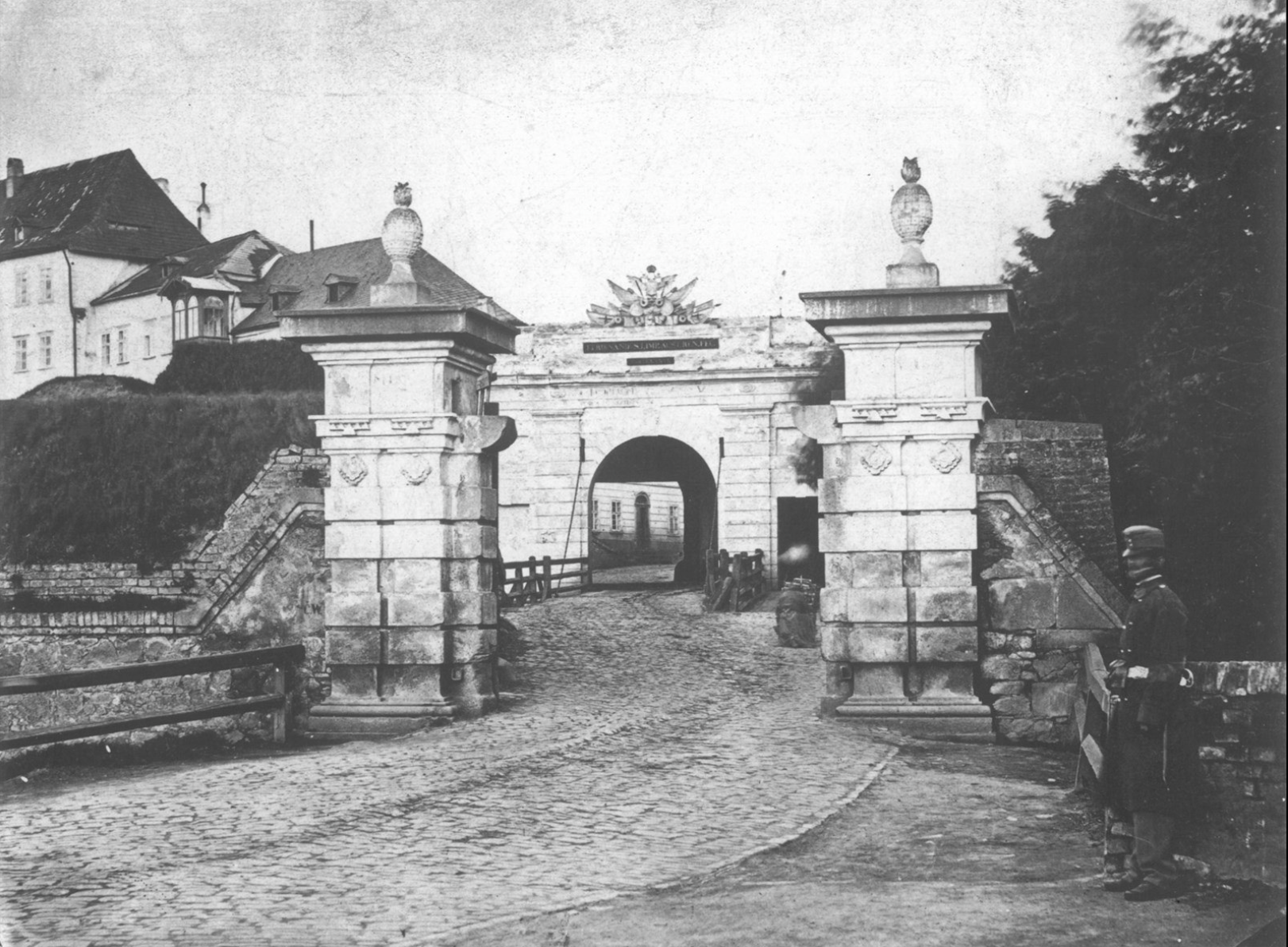
Hradská brána na fotografii nedlouho před zbořením (asi okolo roku 1870)

Město bylo Švédy těžce zdevastováno a jeho opevnění poškozeno. Císař Ferdinand III. pak roku 1655 prohlásil Olomouc díky její strategické pozici pevnostním městem, čímž zahájil dlouhodobou výstavbu olomoucké pevnosti. Projekt rozsáhlé přestavby dosavadního městského opevnění v barokní pevnost vypracoval v roce 1658 polní maršálek Jean-Louis Raduit de Souches a v následujících letech byla až do konce 17. století pevnost dostavována. To souviselo i se zbořením původní gotické Hradské brány, která navíc roku 1678 vyhořela, a její nahrazení systémem dvou bran oddělených parkánem. Struktura byla obranně kryta přilehlými bastiony, dokončena byla roku 1680, i díky finančnímu odkazu generála Felixe Scherovského. Vnější brána měla podobu barbakánu.

### Zánik
Ve druhé polovině 19. století rozhodla městská rada o postupné demolici pevnostních konstrukcí, aby se mohlo město nadále stavebně rozrůstat. Hradská brána byla zbořena roku 1876, jako první z městských bran, aby uvolnila prostor výstavbě nové městské třídy, spojující nejkratší cestou hranici olomouckého Starého Města s asi kilometr vzdálenou budovou železničního nádraží, vybudovanou zde roku 1841. To zahrnovalo též stavbu celkem tří mostů přes Bystřici a Moravu. Nedlouho nato byly zbořeny též všechny ostatní městské brány, včetně zbylých tří původních: Kateřinská (1878), Litovelský výpad (1882), Terezská vnitřní (1883), Dolní (1884) a Rohelská (1885). Na místě uvolněném po Hradské bráně byl následně postaven urbanistický soubor obytných domů, tzv. Dómská čtvrť (Domviertel), v dalších letech pak byla v místech brány zavedena tramvajová trať, zprovozněná roku 1897.  

### Památka

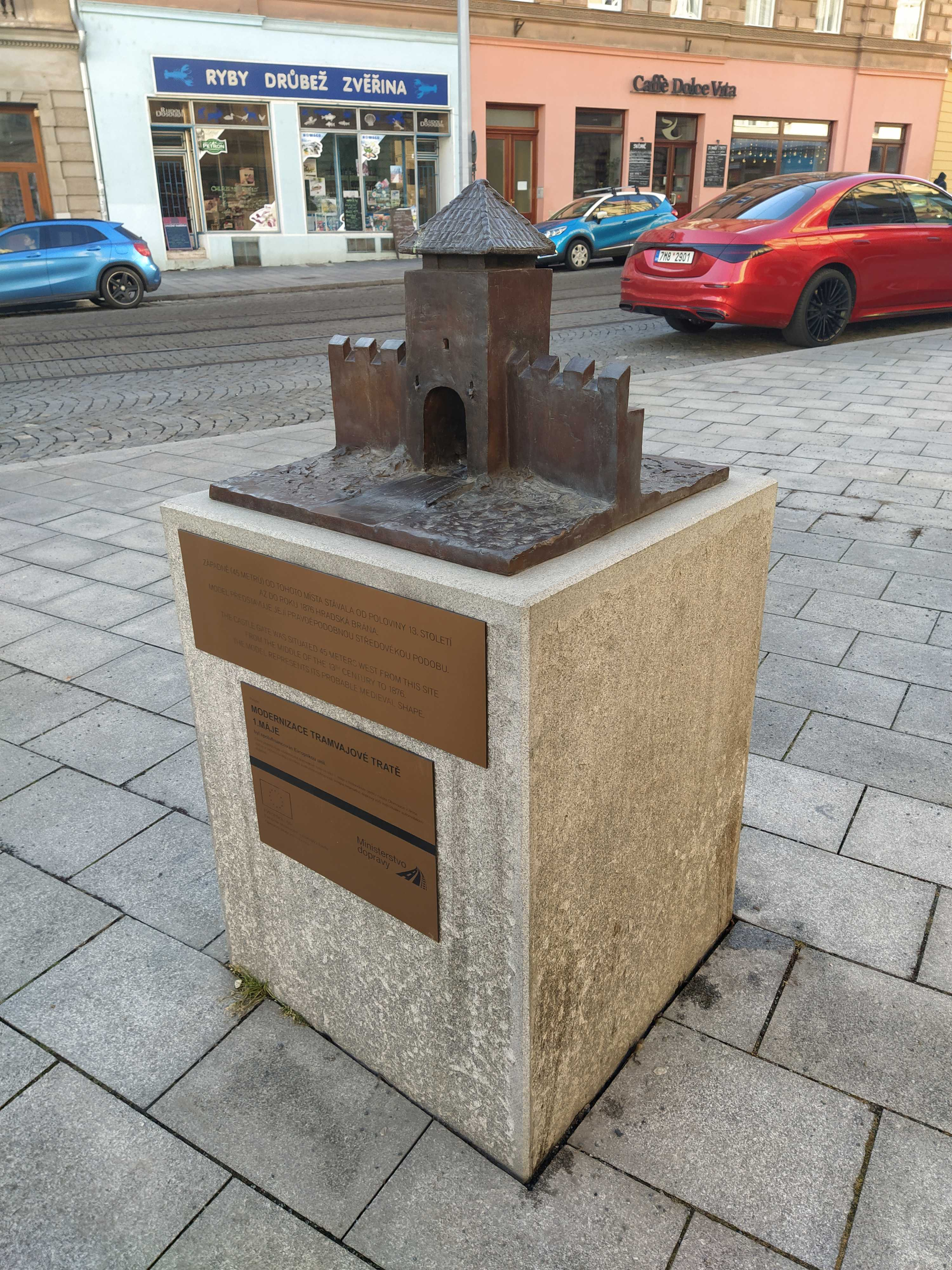
Bronzový model Hradské brány na ulici 1. máje v Olomouci

Existenci někdejší brány připomíná památník umístěný v prostoru někdejší vnitřní Hradské brány s bronzovou plastikou její gotické podoby ze 13. století, který byl vybudován během rekonstrukce ulice v roce 2017. Autorkou plastiky je Irena Armutidisová (1988).